# 佐藤智義雄
佐藤 智義雄（さとう ちぎお、1920年（大正9年）11月2日 - 2003年（平成15年）3月11日 ）は、日本の銀行家、実業家。七十七銀行頭取を務めた。

## 来歴・人物
宮城県仙台市出身。1942年に大倉高等商業学校を卒業。
1946年、七十七銀行に入行。経理部主計課長、企画部企画課長兼調査課長、総務部次長兼総務課長等を歴任。1967年10月に取締役に選任、1969年3月に東京支店長兼東京事務所長委嘱、1970年3月に常務、1982年4月に専務を経て、1987年4月に頭取に就任。1991年6月に会長に退き、1995年6月からは相談役を務めた。
2003年3月11日、心不全のために死去。82歳没。